# Grünglänzender Glanz-Prachtkäfer
Der Grünglänzende Glanz-Prachtkäfer (Eurythyrea austriaca) ist ein Käfer aus der Familie der Prachtkäfer. Die Gattung Eurythyrea ist in Europa mit vier Arten vertreten.
Die seltene Art wird als Urwaldrelikt im engeren Sinn eingestuft. In der Anlage 1 zur Bundesartenschutzverordnung wird Eurythyrea austriaca sowohl als streng geschützter Käfer (Abschnitt 1.6.3.1) als auch als besonders geschützter Käfer (Abschnitt 1.6.3.2) geführt. Der Grünglänzende Glanz-Prachtkäfer gilt nach derzeitigem Kenntnisstand in Deutschland als ausgestorben. Die Art ist auch in der Tiroler Naturschutzverordnung und in der Schweizer Verordnung über den Natur- und Heimatschutz als geschützt aufgeführt.

## Bemerkungen zum Namen
Der Käfer wurde erstmals unter dem Namen Buprestis austriaca 1767 von Linné beschrieben. Die Beschreibung enthält den Satz habitat in Austria (lat. lebt in Österreich). Dies erklärt den Artnamen austriaca (lat. österreichisch).
Die Gattung Eurythyrea wird erstmals im Katalog von 1833 zur Käfersammlung von Dejean publiziert. Die Gattung wird dort zwar nicht beschrieben, die Aufzählung der zu dieser Gattung gerechneten Arten wird jedoch mit einer Erstbeschreibung gleichgesetzt. Der Name ist von altgr. ευρύς, eurýs „breit“ und Θυρεός, thyreós „Schild“ abgeleitet und bezieht sich auf das für die Gattung typische breite Schildchen. Dejean ließ seine Sammlung von verschiedenen Koleopterologen bearbeiten. Der Name Serville, der im Katalog hinter dem Gattungsnamen vermerkt ist, besagt, dass die Abgrenzung der Gattung auf Serville zurückgeht.
Als Synonyme werden die Namen Buprestis aurulenta nach einer mit Fragezeichen versehenen Beschreibung durch Rossi 1790, Buprestis inaurata nach Gmelin 1788, und Buprestis marginata nach Herbst 1801 eingestuft. Die letztgenannte Beschreibung von Herbst bezog sich auf das wesentlich seltener gefangene Männchen.
Im Zusammenhang mit den Benennungen ist zu erwähnen, dass es sich bei Eurythyrea austriaca Lacordaire 1835 nicht um den Grünglänzenden Glanz-Prachtkäfer handelt, sondern um Eurythyrea quercus (Herbst 1780).
|                       |                      |
| Abb. 1: Aufsicht ♀    | Abb. 2: Unterseite ♂ |
|                       |                      |
| Abb. 3: Vorderansicht | Abb. 4: Aufsicht ♂   |
|                       |                      |
| Abb. 5: Seitenansicht | Abb. 6: Schildchen   |

## Merkmale des Käfers
Der Käfer wird fünfzehn bis 23 Millimeter lang. Er hat die typische kahnförmige Form der Prachtkäfer. Er ist lebhaft grün glänzend, selten blau gefärbt, an den Seiten der Flügeldecken schimmert er abhängig vom Lichteinfall meist kupfern bis purpurn. Die Bauchsegmente sind beim Männchen blau, beim Weibchen kupferfarben.
Der Kopf ist abgerundet. Er ist stark und ziemlich dicht punktiert. Auf dem Scheitel trägt er eine feine Längsfurche, die in einem dreieckigen Grübchen endet. Die Augen sind beim Männchen etwas gewölbter und einander stärker genähert als beim Weibchen. Die elfgliedrigen Fühler sind ab dem vierten Glied nach innen stumpf gesägt. Die Oberlippe ist bewimpert und vorn leicht ausgeschnitten. Die kräftigen Oberkiefer sind nach innen gebogen und tragen auf der Innenseite einen stumpfen Zahn. Die beiden letzten Glieder der viergliedrigen Kiefertaster sind länglich zylindrisch bis eiförmig und gleich groß. Das Endglied des dreigliedrigen Lippentasters ist eiförmig und abgeschnitten.
Der Halsschild ist querüber stark gewölbt. Im Vergleich zum Kopf ist er zerstreut und feiner punktiert. Hinter der Mitte befinden sich jederseits zwei quergestellte Grübchen (Abb. 1), die jedoch auch fehlen können (Abb. 4). Vor dem Schildchen befindet sich meist ein Grübchen, es können auch weitere Eindrücke auftreten. Bei den Männchen ist der Halsschild nach vorn weniger stark verengt als bei den Weibchen.
Das Schildchen ist unpunktiert, fast dreimal so breit wie lang und uneben (Abb. 6).
Die Flügeldecken haben Punktreihen, die Intervalle bilden Streifen, die zerstreut punktiert sind. Die Intervalle sind flach, erst gegen Ende hin etwas gewölbt. Beim Männchen sind die Zwischenräume der inneren Streifen gewölbter und weniger dicht punktiert. An der Spitze sind die Flügeldecken flach abgestutzt bis leicht ausgerandet und beidseitig schwach gezähnt.
Die Tarsen der Beine sind alle fünfgliedrig. Das letzte sichtbare Hinterleibssternit ist beim Männchen gerade abgestutzt und an beiden Seiten stumpf gezähnt. Beim Weibchen ist es etwas verlängert und in einer geschwungenen Linie, die vor der Mitte konkav verläuft, abgestutzt. Es ist ebenfalls beidseitig stumpf gezähnt.

## Biologie
Man trifft die Art in alten Nadelwäldern an, besonders an den Stämmen von Tannen. An gefällten Bäumen findet man vorzugsweise Weibchen, selbst an geschälten Stämmen. Die Männchen kommen dagegen fast ausschließlich in größerer Höhe an stehenden Bäumen vor. Die Larven entwickeln sich in starken, alten und kränkelnden Exemplaren. Die Art wird zur Gilde der Altholzbewohner und zu den Urwaldrelikten im engeren Sinn gezählt. Das bedeutet, dass eine hohe Kontinuität der Waldstruktur Voraussetzung für das Vorkommen ist und dass die Art in den kultivierten Wäldern Mitteleuropas verschwindet. Für Griechenland werden Funddaten zwischen Mitte April bis Mitte August angegeben.
Die Käfer befallen nur ausnahmsweise Kiefern, gewöhnlich Tannen, in Europa vorzugsweise Weiß-Tannen (Abies alba), in Algerien Numidische Tannen (Abies numidica).

## Verbreitung
Die Art kommt in Nordafrika und dem größten Teil Europas mit Ausnahme von Nordeuropa, Portugal, den Britischen Inseln und den Beneluxländern vor. Man muss beachten, dass es sich dabei häufig um alte Meldungen handelt. So wurde beispielsweise für die Verbreitung im Jahr 1916 angegeben: In der Schweiz im Südtessin und um Zürich, in Deutschland um Hagenau, Straßburg, Kolmar, weiter rheinabwärts bis zu Mainmündung,... im Maintal aufwärts wandernd,... außerdem hie und da im östlichen Süddeutschland. Aus Bayern wurde der Käfer noch 1942 gemeldet. Heute gilt die Art nicht nur in Bayern, sondern in ganz Deutschland als ausgestorben.